# Gottfrid

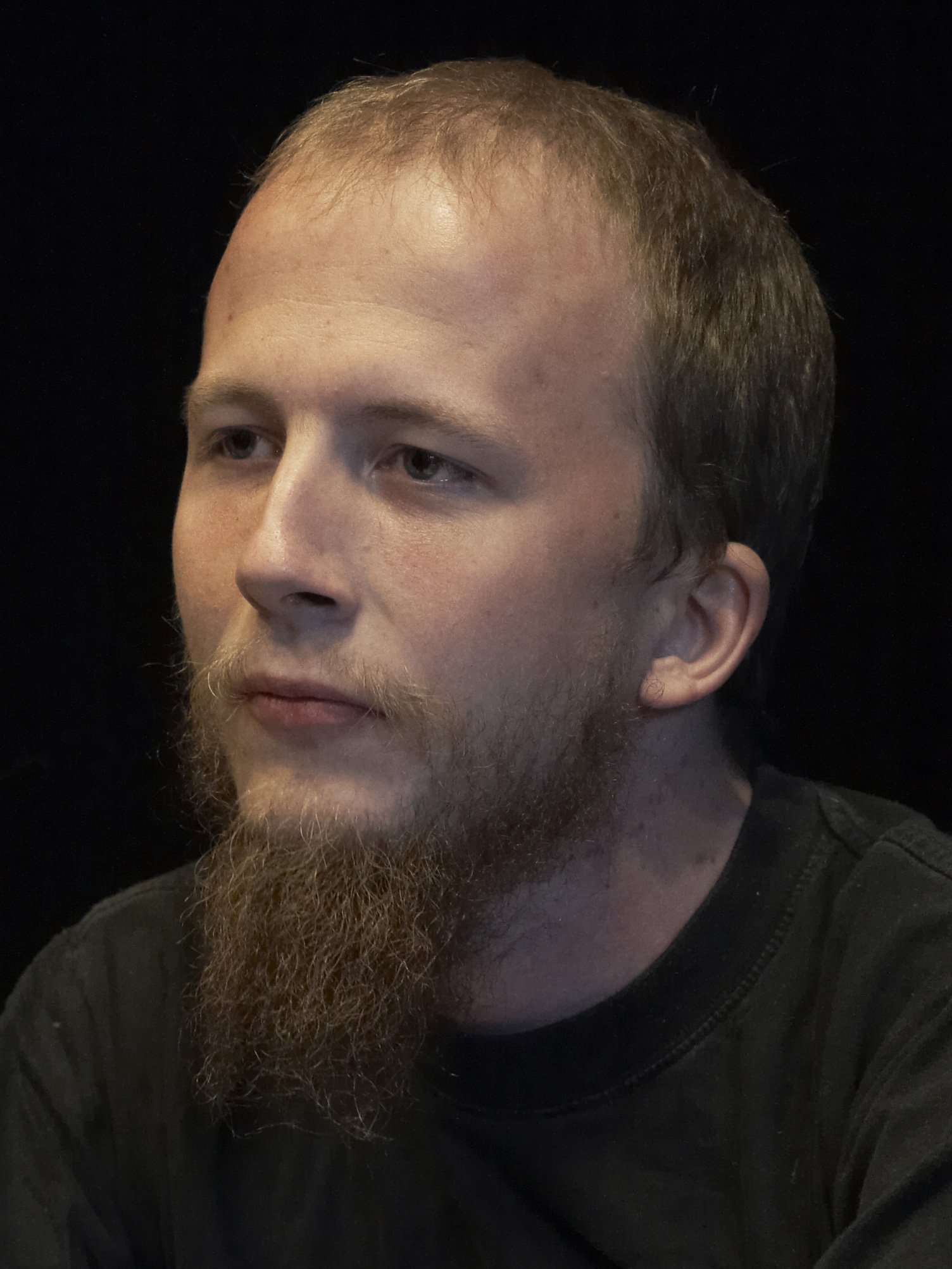
Gottfrid Svartholm.

Gottfrid eller Gottfried är ett mansnamn med tyskt ursprung sammansatt av ord för Gud och fred. Götz är ett tyskt smeknamn för Gottfried, till exempel Götz von Berlichingen. På engelska har namnet blivit Godfrey.
Gottfrid tillhörde de 100 vanligaste namnen vid förra sekelskiftet, men är numera mycket ovanligt. 31 december 2005 fanns det totalt 3 208 personer i Sverige med namnet, varav 247 med det som tilltalsnamn. År 2003 fick 42 pojkar namnet, varav 5 fick det som tilltalsnamn.
Namnsdag i Sverige: 15 december. I den finlandssvenska namnsdagslängden har Gottfrid namnsdag 1 september sedan starten 1929, då en egen namnsdagskalender togs i bruk för finlandssvenskar.

## Personer med namnet Gottfrid
- Gottfrid V av Anjou (1113 - 1151) (egentligen Geoffrey), greve av Anjou och Maine och senare hertig av Normandie
- Gottfrid av Bouillon (cirka 1060-1100), kung av Jerusalem under korstågstiden.
- Gottfrid av Saint-Omer, medgrundare av Tempelherreorden
- Gottfrid från Strassburg, tysk medeltidspoet
- Gottfrid från Viterbo, italiensk-tysk historieskrivare
- Gottfrid Adlerz, zoolog
- Gottfrid Billing, biskop i Västerås stift och Lunds stift, vice talman, ledamot av Svenska Akademien
- Gottfrid Boon, pianopedagog
- Gottfrid Carlsson, historiker
- Gottfried von Cramm (1909-1976), tysk tennisspelare
- Gottfried von Einem, österrikisk kompositör
- Gottfried Grafström, journalist och författare
- Gottfrid Gräsbeck, finländsk tonsättare och kördirigent
- Gottfrid Holde, skådespelare och friidrottare
- Gottfrid Kallstenius (1873-1942), filolog, kördirigent
- Gottfrid Kallstenius (1861–1942), konstnär
- Gottfrid Larsson, skulptör
- Gottfrid Olsson, konstnär
- Gottfrid Svartholm, medgrundare av The Pirate Bay
- Gottfrid Svensson, brottare, OS-silver 1920
- Gottfried Wilhelm von Leibniz, tysk matematiker och filosof